# Vies, doctrines et sentences des philosophes illustres
 (janvier 2022).
Vies, doctrines et sentences des philosophes illustres (titre parfois abrégé en Vies des philosophes) est un ouvrage de Diogène Laërce datant probablement du iiie siècle. Il s'agit d'une compilation de la vie et de l'œuvre de nombreux philosophes de la Grèce antique, classés par école. Il constitue, pour plusieurs de ces philosophes, l'unique source d'information à leur sujet.

## Caractères généraux de l'œuvre

### Titre et manuscrits
On trouve plusieurs titres de l'œuvre, aucun n'est authentique :
- Manuscrit de Florence, sigla F : Λαερτίου διογένους βίων καὶ γνωμῶν τῶν ἐν φιλοσοφία εὐδοκιμησάντων καὶ τῶν ἑκάστη αἱρέσει ἀρεσάντων τῶν εἰς δέκα τὸ πρῶτον, De Diogène Laërce, vies et pensées de ceux qui en philosophie se sont illustrés, et recueil des doctrines de chaque école en dix livres - livre premier
- Manuscrit de Paris, sigla P : Λαερτίου διογένους βίοι καὶ γνῶμαι τῶν ἐν φιλοσοφία εὐδοκιμησάντων καὶ τῶν ἑκάστη αἱρέσει ἀρεσκόντων , De Diogène Laërce, vies et pensées de ceux qui se sont illustrés en philosophie, et recueil des doctrines de chaque école
- Manuscrit de Naples, sigla B : pas de titre bien qu'en tête du livre X, on trouve De Diogène Laërce, recueil des vies et des dogmes des philosophes en dix livres ; Épicure.

Selon le stemma, ces trois manuscrits, datant tous du XIIe et du XIIIe siècle, permettent de reconstituer le texte. En complément, il est également mis à contributions deux manuscrits de la bibliothèque vaticane contenant un épitomé, notés Φ et Φh (ce dernier attribue de manière erronée l'œuvre à Hésychios de Milet).

### Date
L'ouvrage, écrit à une date incertaine (au plus tôt au début du IIIe siècle de notre ère, peut-être bien plus tard) est une compilation des vies de philosophes, classés par école, en commençant parfois par le fondateur. Certaines parties de l'œuvre ne sont peut-être pas de Diogène, et y ont sans doute été ajoutées tardivement. Aux livres III (47) et X (29), Diogène semble s'adresser à une femme à laquelle il aurait dédicacé son œuvre.

### Genre
L'œuvre relève à la fois du genre des successions (filiation des philosophes), des écoles (classement des écoles, et exposé des doctrines) et des vies, dans la tradition bio-doxographique du Péripatos. Le plan de chaque vie est globalement identique. Diogène commence par retracer la vie du philosophe, avec une abondance d'anecdotes diverses, qui retracent notamment les relations qu'il aurait eues avec les autres philosophes. La doctrine est retracée à grands traits, parfois avec quelques incohérences. Suit une liste des œuvres, les circonstances de la mort, et une épigramme composée par Diogène Laërce.

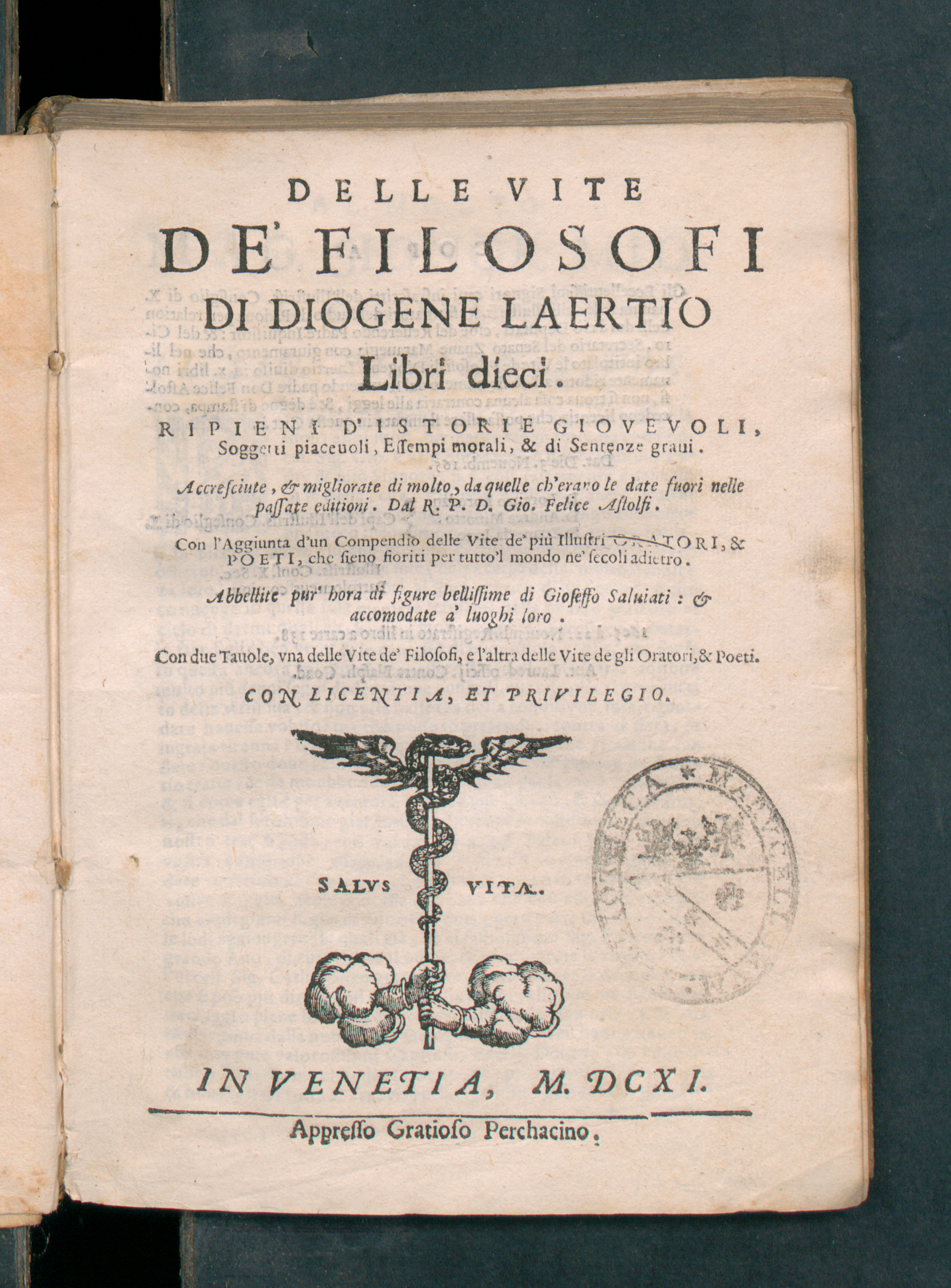
Delle vite dei filosofi. Édition italienne de 1611

En outre, l'ouvrage comporte de nombreuses erreurs et répétitions. Cela pourrait être dû à l'absence de relecture ou à un travail avec des volumen qui compliquent la pagination. Certains chapitres sont sujets à caution: ainsi, les catalogues de Cébès et d'Aristote présentant des écrits apocryphes. Par ailleurs, la correspondance des sages, dans le premier livre, est probablement non authentique.
On est donc face à un recueil de catalogues et de sources diverses, bien que la plupart des philosophes mentionnés ne soient plus que des noms. En outre, à l'exception de celles de Platon et d'Épicure, Diogène n'avait visiblement pas en sa possession les œuvres des philosophes dont il parle. Et pour ce qui est de Platon, la pensée philosophique présentée par Diogène diffère souvent de celle que l'on trouve dans le corpus platonicien. Cela est d'autant plus évident qu'il s'agit là d'un des seuls philosophes du recueil dont pratiquement tous les écrits sont conservés. Cela est dû aux influences des doctrines concurrentes, notamment le stoïcisme et l'aristotélisme.

### Composition
Le recueil se compose de dix livres. Les sept premiers suivent une tradition « ionienne », à partir de Thalès et Anaximandre. Le livre VII s'interrompt au catalogue des œuvres de Chrysippe, et il manque les notices de plusieurs philosophes stoïciens. Les deux suivants traitent essentiellement de philosophes grecs de la péninsule italique (sauf Héraclite).
Le dernier livre, consacré à Épicure, tranche avec les autres. D'une part, son ton est particulièrement admiratif (la fin d'Épicure est qualifiée par Diogène de « couronnement »), ensuite parce qu'il contient en plus des résumés trois longues lettres qui constituent l'une de nos meilleures sources sur l'épicurisme ancien: Lettre à Hérodote, Lettre à Pythoclès et Lettre à Ménécée. Ce chapitre pourrait étayer l'hypothèse selon laquelle Diogène Laërce était lui-même un épicurien, ou du moins qu'il avait des sympathies pour cette école.

## Plan de l'œuvre

### Proémion(Introduction)
Dans l'introduction, Diogène traite de l'origine de la philosophie, annonce le plan de son ouvrage en classant les écoles philosophiques. On peut se représenter le plan voulu par Diogène par le tableau suivant (ce tableau n'est pas exhaustif, il ne donne pas tous les philosophes dont parle l'auteur, mais vise à montrer la structure d'ensemble de l'œuvre) :
| Philosophie ionienne (livre I à VII)                  | Philosophie ionienne (livre I à VII)                  | Philosophie ionienne (livre I à VII)                  | Philosophie italique (Livre VIII à X) |
| Thalès de Milet, les sept sages (livre I)             | Thalès de Milet, les sept sages (livre I)             | Thalès de Milet, les sept sages (livre I)             | Pythagore (Livre VIII)                |
| Anaximandre, Anaxagore, Archélaos, Socrate (livre II) | Anaximandre, Anaxagore, Archélaos, Socrate (livre II) | Anaximandre, Anaxagore, Archélaos, Socrate (livre II) | Empédocle                             |
| Platon (Livre III)                                    | Platon (Livre III)                                    | Platon (Livre III)                                    | Xénophane (livre IX)                  |
| Speusippe (Livre IV)                                  | Aristote (Livre V)                                    | Antisthène (Livre VI)                                 | Héraclite (non italique)              |
| Xénocrate                                             | Théophraste                                           | Diogène de Sinope                                     | Parménide                             |
| Polémon                                               | Straton                                               | Cratès de Thèbes                                      | Mélissos                              |
| Crantor                                               | Lycon                                                 | Hipparchia                                            | Zénon d'Élée                          |
| Arcésilas                                             | Démétrios de Phalère                                  | Zénon de Kition (livre VII)                           | Leucippe                              |
| Lacydès                                               | Héraclide                                             | Cléanthe                                              | Démocrite                             |
| Carnéade                                              |                                                       | Chrysippe                                             | Épicure (Livre X)                     |

### Livre I: LesSept sages
- Thalès de Milet
- Solon
- Chilon
- Pittacos
- Bias de Priène
- Cléobule
- Périandre
- Anacharsis
- Myson de Chénée
- Épiménide
- Phérécyde de Syros

### Livre II: Autour de Socrate
- Anaximandre
- Anaximène
- Anaxagore
- Archélaos
- Socrate
- Xénophon
- Eschine
- Aristippe et les Cyrénaïques
- Phédon d'Élis
- Euclide de Mégare
- Stilpon de Mégare
- Criton d'Athènes
- Simon le Cordonnier (en)
- Glaucon
- Simmias
- Cébès
- Ménédème

### Livre IV: L'Académie
- Speusippe
- Xénocrate
- Polémon d'Athènes
- Cratès l'Académicien
- Crantor
- Arcésilas
- Bion de Borysthène
- Lacydès
- Carnéade
- Clinomaque

### Livre V: LesPéripatéticiens
- Aristote
- Théophraste
- Straton
- Lycon
- Démétrios de Phalère
- Héraclide du Pont

### Livre VI: LesCyniques
- Antisthène
- Diogène de Sinope
- Monime
- Onésicrite
- Cratès de Thèbes
- Métroclès
- Hipparchia
- Ménippe de Sinope
- Ménédème

### Livre VII: LesStoïciens
- Zénon de Kition
- Ariston de Chios
- Hérillos de Carthage
- Denys le Transfuge
- Cléanthe
- Sphéros
- Chrysippe

Le livre est mutilé dans la bibliographie de Chrysippe, le reste du catalogue ainsi que plusieurs notices sur d'autres philosophes sont perdues. Cependant, les sommaires des manuscrits P et F listent l'ensemble des philosophes qui furent traités par Diogène et permettent d'apprécier le contenu lacunaire. Certains philosophes cités, considérés comme mineurs, sont inclus dans d'autres vies de stoïciens. Les notices perdues concernent Zénon de Tarse (en), Diogène de Séleucie, Apollodore de Séleucie (en), Boéthos, Mnésarchidès (disciple de Diogène de Séleucie), Mnasagoras, Nestor de Tarse, Basilide (en), Dardanos d'Athènes (en), Antipatros de Tarse, Héraclidès (disciple d'Antipatros), Sosigénès (disciple d'Antipatros), Panétios de Rhodes, Hécaton de Rhodes, Posidonios, deux Athénadore (Athénodore Cordylion et Athénodore le Cananite), Antipatros de Tyr, Arius Didyme et Cornutus.

### Livre VIII: LesPythagoriciens
- Pythagore
- Empédocle
- Épicharme
- Archytas de Tarente
- Alcméon
- Hippasos
- Philolaos de Crotone
- Eudoxe de Cnide

### Livre IX: Isolés et sceptiques
- Héraclite
- Xénophane
- Parménide
- Mélissos
- Zénon d'Élée
- Leucippe
- Démocrite
- Protagoras
- Diogène d'Apollonie
- Anaxarque
- Pyrrhon d'Élis
- Timon de Phlionte

### Traductions desVies
- Vie, doctrines et sentences des philosophes illustres, trad. de Robert Genaille, Paris, Garnier-Flammarion, 1965, t. 1, 314 p.; t. 2, 310 p.
- Vies et doctrines des philosophes illustres, trad. française sous la direction de Marie-Odile Goulet-Cazé ; introd., trad. et notes de M.-O. Goulet-Cazéde, Jean-François Balaudé, Luc Brisson, Jacques Brunschwig, Tiziano Dorandi, Richard Goulet, Michel Narcy , Le Livre de poche, coll. « La Pochothèque », 1999, 1398 p.
- Vies et doctrines des Stoïciens, trad. partielle de Richard Goulet, Paris, Le Livre de poche, coll. « Classique de la philosophie » no 4667, 2006, 192 p.

### Manuscrits
- Cod. Neapolitanus Burbonicus gr. III B 29 (s.XII)
- Cod. Parisinus gr. 1759 (s.XIII ex.)
- Cod. Laurentianus plut. 69.13 (s.XIII in.)
- Épitomé de Diogène Laërce : cod. Vaticanus gr.96 (s. XII in.)
- Extraits du livre III in cod. Vindob. phil. gr.314

### Autres sources
- Anthologie palatine (pour les épigrammes)
- Anthologie de Planude (pour les épigrammes)
- Extraits transmis dans la Souda
- Une traduction latine médiévale (attribuée à Henri Aristippe)
- Ionia, Michel Apostolis et Arsénius
- Diverses citations dans la littérature de l'Antiquité et de l'époque byzantine

### Éditions
- Diogenis Laertii Vitae philosophorum edidit Miroslav Marcovich, Stuttgart-Lipsia, Teubner, 1999-2002. Bibliotheca scriptorum Graecorum et Romanorum Teubneriana, vol. 1: Books I—X  (ISBN 9783598713163); vol. 2: Excerpta Byzantina; v. 3: Indices by Hans Gärtner
- Consulter la liste des éditions de cette œuvre .

### Études
- Ignazio Rossi :
  - Commentationes Laertianæ, Rome, 1788, in-8°. C’est une restauration et un commentaire des passages les plus difficiles de Diogène Laërce ;
- Friedrich Nietzsche :
  - « De Laertii Diogenis fontibus », 1868-1869, dans Rheinisches Museum 23 et 24,
  - « Analectica Laertiana », 1870, dans Rheinisches Museum 25 ;
- Ulrich von Wilamowitz-Moellendorff, Epistula ad Maassium, 1880.